# Le Gué-d'Alleré
Le Gué-d'Alleré és un municipi francès situat al departament del Charente Marítim i a la regió de la Nova Aquitània. L'any 2007 tenia 665 habitants.

## Demografia

### Població
El 2007 la població de fet de Le Gué-d'Alleré era de 665 persones. Hi havia 245 famílies de les quals 52 eren unipersonals (28 homes vivint sols i 24 dones vivint soles), 76 parelles sense fills, 109 parelles amb fills i 8 famílies monoparentals amb fills.
La població ha evolucionat segons el següent gràfic:
Habitants censats

### Habitatges
El 2007 hi havia 283 habitatges, 251 eren l'habitatge principal de la família, 7 eren segones residències i 24 estaven desocupats. 273 eren cases i 8 eren apartaments. Dels 251 habitatges principals, 207 estaven ocupats pels seus propietaris, 42 estaven llogats i ocupats pels llogaters i 2 estaven cedits a títol gratuït; 1 tenia una cambra, 10 en tenien dues, 25 en tenien tres, 78 en tenien quatre i 137 en tenien cinc o més. 195 habitatges disposaven pel capbaix d'una plaça de pàrquing. A 96 habitatges hi havia un automòbil i a 143 n'hi havia dos o més.

### Piràmide de població
La piràmide de població per edats i sexe el 2009 era:
| Homes | Edats   | Dones |
| ----- | ------- | ----- |
| 0     | 95 o +  | 0     |
| 0     | 90 a 94 | 0     |
| 0     | 85 a 89 | 4     |
| 0     | 80 a 84 | 12    |
| 4     | 75 a 79 | 8     |
| 8     | 70 a 74 | 0     |
| 12    | 65 a 69 | 24    |
| 24    | 60 a 64 | 8     |
| 12    | 55 a 59 | 8     |
| 12    | 50 a 54 | 8     |
| 20    | 45 a 49 | 8     |
| 8     | 40 a 44 | 20    |
| 32    | 35 a 39 | 32    |
| 20    | 30 a 34 | 24    |
| 8     | 25 a 29 | 20    |
| 4     | 20 a 24 | 20    |
| 24    | 15 a 19 | 12    |
| 36    | 10 a 14 | 16    |
| 16    | 5 a 9   | 12    |
| 4     | 0 a 4   | 4     |

## Economia
El 2007 la població en edat de treballar era de 422 persones, 329 eren actives i 93 eren inactives. De les 329 persones actives 291 estaven ocupades (151 homes i 140 dones) i 38 estaven aturades (17 homes i 21 dones). De les 93 persones inactives 37 estaven jubilades, 26 estaven estudiant i 30 estaven classificades com a «altres inactius».

### Ingressos
El 2009 a Le Gué-d'Alleré hi havia 244 unitats fiscals que integraven 648,5 persones, la mediana anual d'ingressos fiscals per persona era de 15.823 €.

### Activitats econòmiques
Dels 18 establiments que hi havia el 2007, 1 era d'una empresa de fabricació d'altres productes industrials, 9 d'empreses de construcció, 1 d'una empresa de comerç i reparació d'automòbils, 1 d'una empresa de transport, 1 d'una empresa immobiliària, 4 d'empreses de serveis i 1 d'una entitat de l'administració pública.
Dels 10 establiments de servei als particulars que hi havia el 2009, 2 eren tallers de reparació d'automòbils i de material agrícola, 4 fusteries, 2 lampisteries, 1 electricista i 1 empresa de construcció.
L'any 2000 a Le Gué-d'Alleré hi havia 18 explotacions agrícoles que ocupaven un total de 900 hectàrees.

## Equipaments sanitaris i escolars
El 2009 hi havia una escola maternal integrada dins d'un grup escolar amb les comunes properes formant una escola dispersa.

## Poblacions més properes
El següent diagrama mostra les poblacions més properes.